# Dardanelle
À ne pas confondre avec le détroit des Dardanelles, en Turquie.
La ville de Dardanelle est le siège du comté de Yell, dans l’État de l’Arkansas, aux États-Unis. Sa population s’élevait à 4 745 habitants lors du recensement de 2010, estimée à 4 601 habitants en 2016.
Dardanelle est le siège du district est du comté. Danville est le siège du district ouest.

## Démographie
| Groupe          | Dardanelle | Arkansas | États-Unis |
| --------------- | ---------- | -------- | ---------- |
| Blancs          | 80,3       | 77,0     | 72,4       |
| Autres          | 12,2       | 3,6      | 6,4        |
| Afro-Américains | 3,7        | 15,4     | 12,6       |
| Métis           | 2,5        | 2,0      | 2,9        |
| Amérindiens     | 0,7        | 0,8      | 0,9        |
| Asiatiques      | 0,6        | 1,2      | 4,8        |
|                 |            |          |            |
| Total           | 100,0      | 100,0    | 100,0      |
| Hispaniques     | 36,14      | 6,4      | 16,7       |

Selon l’American Community Survey, pour la période 2011-2015, 62,23 % de la population âgée de plus de 5 ans déclare parler l'anglais à la maison, 36,74 % l’espagnol, 0,60 % le gujarati et 0,43 % l'allemand.
| 1860 | 1870 | 1880 | 1890  | 1900  | 1910  |
| ---- | ---- | ---- | ----- | ----- | ----- |
| 299  | 926  | 748  | 1 456 | 1 602 | 1 757 |

| 1920  | 1930  | 1940  | 1950  | 1960  | 1970  |
| ----- | ----- | ----- | ----- | ----- | ----- |
| 1 835 | 1 832 | 1 807 | 1 772 | 2 098 | 3 297 |

| 1980  | 1990  | 2000  | 2010  | - | - |
| ----- | ----- | ----- | ----- | - | - |
| 3 621 | 3 722 | 4 228 | 4 745 | - | - |

## Source
- (en) Cet article est partiellement ou en totalité issu de l’article de Wikipédia en anglais intitulé « Dardanelle, Arkansas » (voir la liste des auteurs).

1. ↑  (en) « Dardanelle, AR Population - Census 2010 and 2000 », sur censusviewer.com.
2. ↑  (en) « Population of Arkansas - Census 2010 and 2000 », sur censusviewer.com.
3. ↑  (en) « Language spoken at home by ability to speak English for the population 5 years and over », sur factfinder.census.gov (consulté le 20 mars 2017).
4. ↑  « Statistiques des États-Unis - Arizona - Profils des comtés de 2010 » (consulté en novembre 2020)